# جزيرة ثرى
جزيرة ثرى وتسمى ثراء أو فِرّة هي جزيرة تقع شمال غرب محافظة القنفذة التابعة لمنطقة مكة المكرمة وعلى بعد 30 كم منها، وتبعد عن الساحل 3,90 ميل بحري، وعن ساحل المظيلف بحوالي 12 كم، وتتمدد جزيرة ثرى في البحر الأحمر، ويوجد بها غطاء نباتي كثيف، وتحتوي على شاطيء رملي، ويتواجد على امتداد الجزيرة شعاب مرجانية تعتبر ملاذا آمنا للأسماك، وينشط في ساحل الجزيرة الصيد الجائر الذي يمارس من قبل الصيادين، تبلغ مساحة الجزيرة 1,1 كم2، وتعتبر الجزيرة غير مأهوله بالسكان.